# 柚弦
柚 弦（ユ ヒョン、유현、1976年 - ）は、韓国の女性漫画家。釜山広域市出身。
高等学校在学中の1993年に『少年チャンプ』チャンプ新人公募にて『제자리 찾아주기（元の場所を探してくれること）』でデビュー。「仙女降臨」で韓国国内および海外に広く名前を知られるようになる。韓国国内では「ファイティング漫画王」で絶大な人気を集める。
日本の漫画やゲーム・芸能に明るい。

## 作品リスト

### 韓国
- ネオエデン（少年チャンプ、1994年）
- ワンダーメン（ヤングチャンプ、1996年）
- ファイティング漫画王（ジュニアチャンプ、1999年）
- 仙女降臨（ヤングチャンプ、1998年4号 - 連載中）
- ラオン（原作：アアル、2006年 - 連載中）

### 日本
- 箱姫パンドラ（月刊ガンガンWING〈スクウェア・エニックス〉2004年6月号 - 2004年9月号）
- 偶像遊戯（アイドルゲーム）（月刊ガンガンWING〈スクウェア・エニックス〉2006年12月号 - 2007年6月号、全1巻）
- うらさい（ヤングガンガン〈原作：しろがね杏、スクウェア・エニックス〉2008年21号 - 2010年18号、全5巻）

## その他
- 4LEAF（ソフトマックス）：キャラクターデザイン
- CLOSERS（Naddic Games）：公式web漫画。脚本は오트슨（オトゥスン）

## 書籍
- 偶像遊戯（アイドルゲーム） ISBN 978-4-7575-2228-2 2008年2月27日発売
- うらさい

1. ISBN 978-4-7575-2519-1 2009年3月25日発売
2. ISBN 978-4-7575-2659-4 2009年8月25日発売
3. ISBN 978-4-7575-2782-9 2010年1月25日発売
4. ISBN 978-4-7575-2917-5 2010年6月25日発売
5. ISBN 978-4-7575-3039-3 2010年10月25日発売